# Ried (Dollnstein)

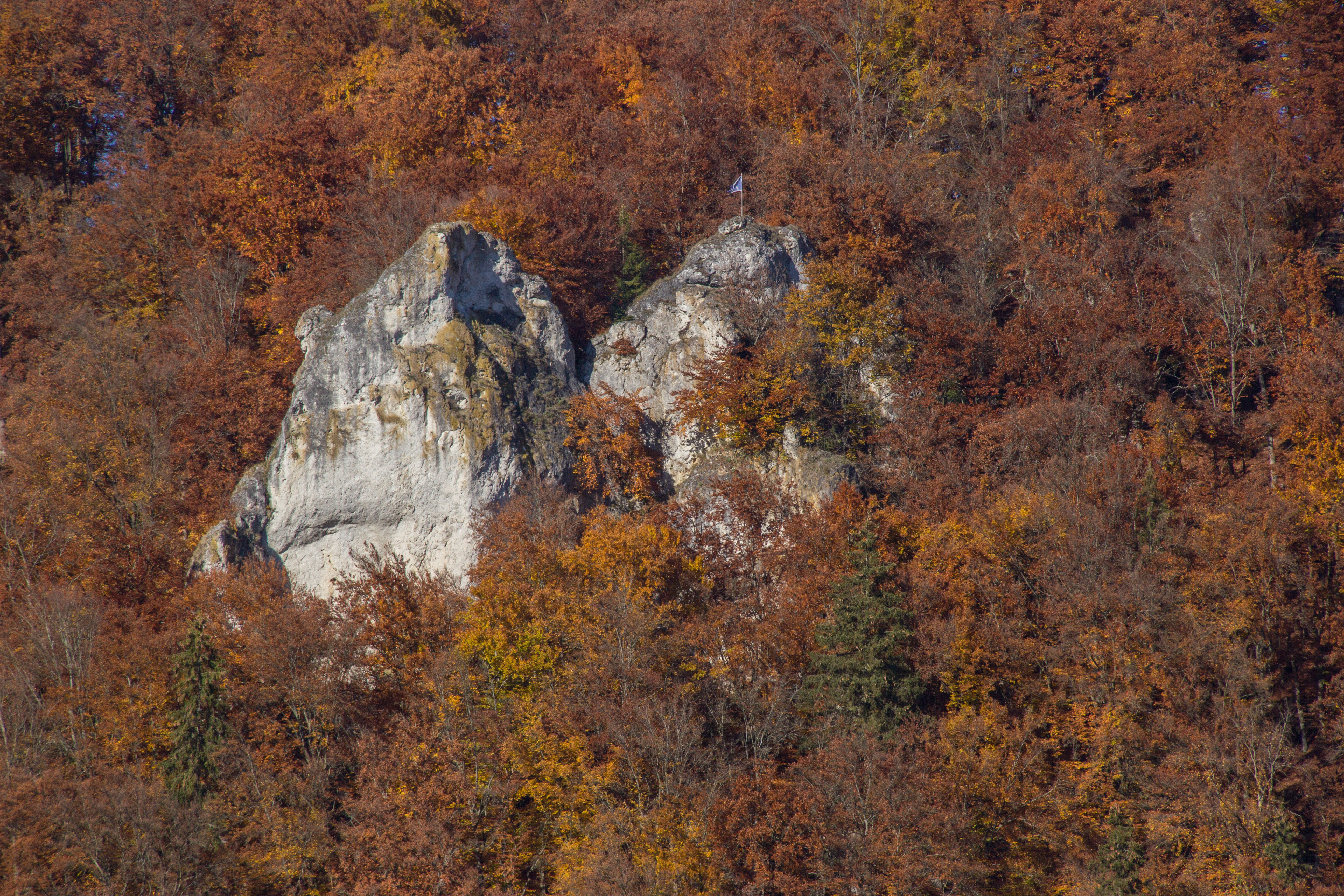
Sommerfelsen

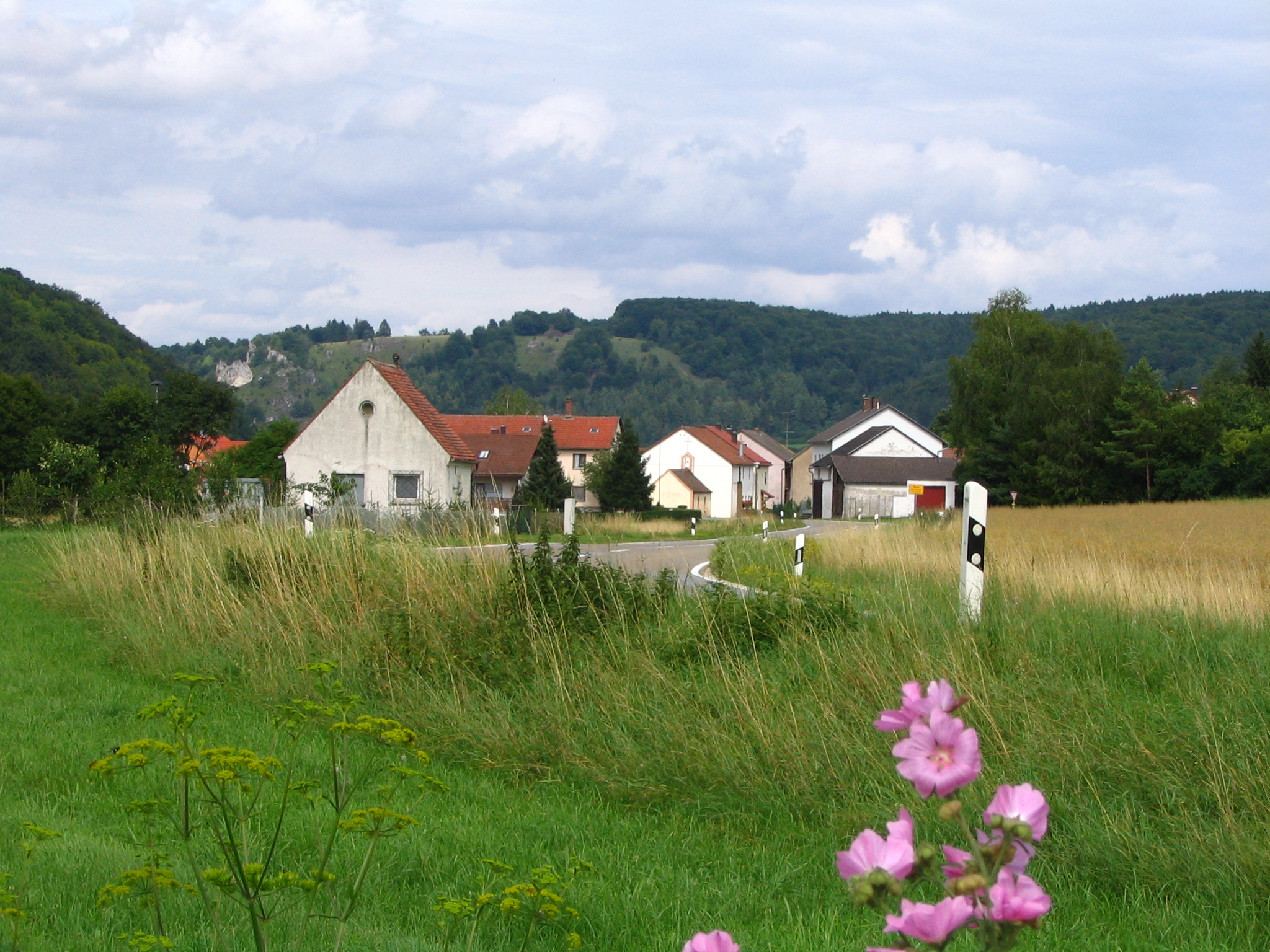

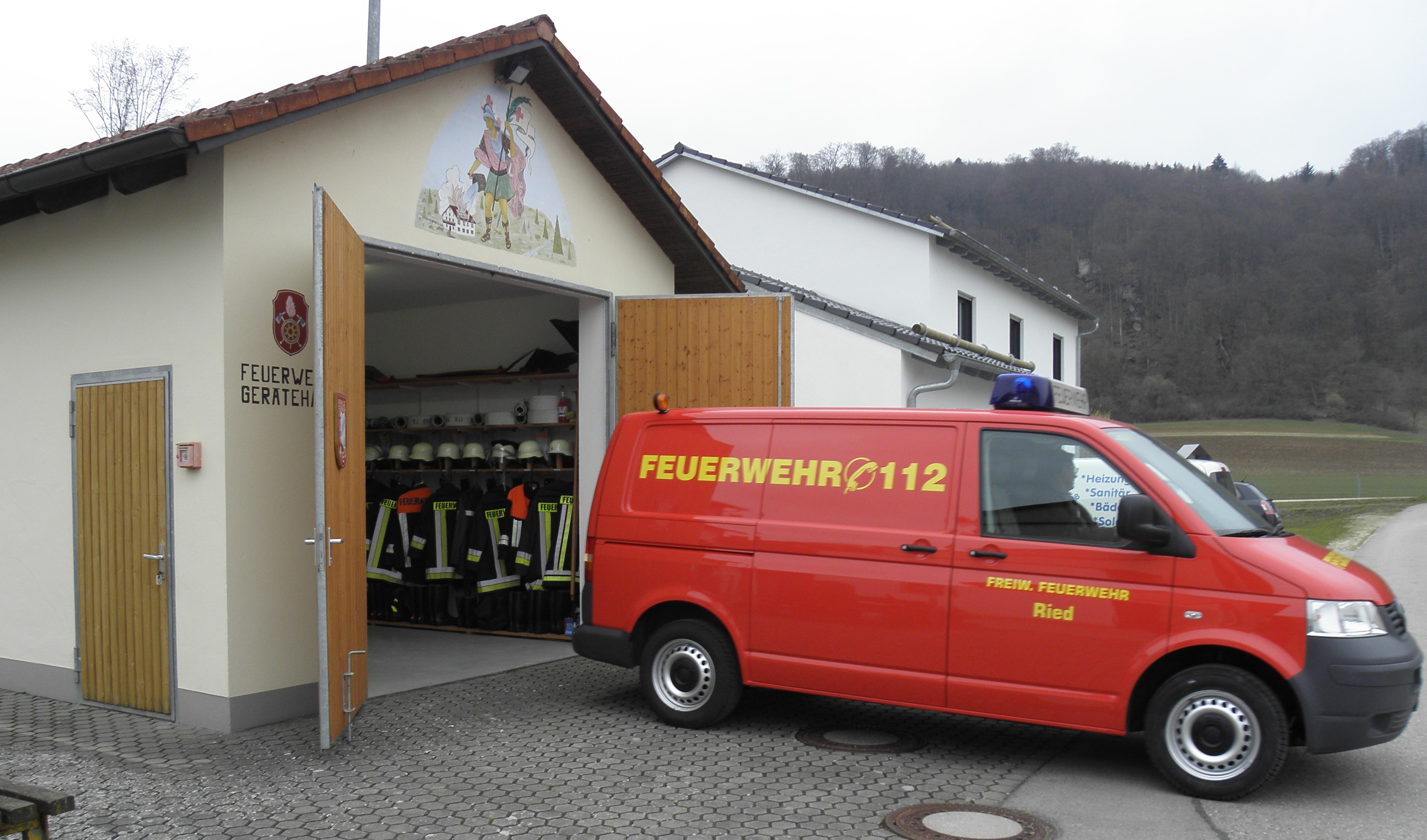

Ried ist ein Gemeindeteil des Marktes Dollnstein im oberbayerischen Landkreis Eichstätt im Naturpark Altmühltal.

## Geographie
Das Dorf liegt circa 3 km südlich von Dollnstein im Wellheimer Trockental an der Staatsstraße 2047.

## Ortsnamensdeutung
Im Ortsnamen steckt das althochdeutsche „Hriot“ für Ried, Sumpf, moorige Wiese.

## Geschichte
Im Forst Beixenhart befindet sich auf einem Bergsporn eine hallstattzeitliche Abschnittsbefestigung, der „Hünenring“, ein etwa 150 m langer, hufeisenförmiger verfallener Steinwall. Aus der Altsteinzeit stammt die ebenfalls in der Nähe gelegene Höhlenruine Beixenstein. In ihr fanden Archäologen neben anderem Artefakten auch Faustkeile aus der Zeit des Neandertalers. 1962 wurde in der Dorfflur ein „besonders gut gearbeitetes Silexgerät“ gefunden, eine Stielspitze aus Jurahornstein der Kultur des Spät-Périgordien.
Die erste urkundliche Nachricht über Ried datiert vom 1. Juli 1351; in dem Testament einer „Mathilde die Wilbrand“ ist von einem Hofe zu Ried die Rede, der dem Augustiner-Chorherrenstift Rebdorf zinste. Nachdem 1440 das Hochstift Eichstätt Dollnstein erworben hatte, gehörte auch Ried zu dem dort errichteten fürstbischöflichen Kastenamt. Am Ende des Alten Reiches, um 1800, bestand Ried aus zwölf Anwesen, nämlich zwei Halbhöfen, einem Köblergut und neun Seldengüter, die sämtlich nach dem Pfleg- und Kastenamt Dollnstein zinsten, das auch die Dorf- und Gemeindeherrschaft und die Hohe Gerichtsbarkeit ausübte. Die Gemeinde unterhielt einen Hirten.
Nach der Säkularisation des Hochstifts Eichstätt gehörte Ried ab 1802 zum Kurfürstentum Bayern, ab 1803 zur Herrschaft des Erzherzogs Ferdinand III., Großherzog von Toskana und Kurfürst von Salzburg, und ab 1806 zum neuen Königreich Bayern und dort zur Gemeinde Haunsfeld des 1808 gebildeten Steuerdistrikts Dollnstein des dortigen Rentamtes. Zwar bestanden Pläne, Ried wieder die Eigenständigkeit zu geben – vermutlich geschah dies sogar 1809/10 –, aber mit dem zweiten Gemeindeedikt von 1818 findet sich das Dorf erneut bei der Gemeinde Haunsfeld. In leuchtenbergischer Zeit (1817–1833) erfolgte 1824 eine Trennung der beiden Orte, die 1830 rückgängig gemacht wurde. Die Volkszählung im Königreich Bayern am 1. Dezember 1875 erbrachte für Ried 68 Einwohner, 21 Gebäude, an Großvieh fünf Pferde und 90 Stück Rindvieh.
Der 1906 begonnene Bau der Lokalbahn Dollnstein-Rennertshofen war Ende 1913 von Dollnstein aus bis Ried fortgeschritten; am 18. Mai 1916 wurde die gesamte Strecke dem Verkehr übergeben. Heute ist sie nach ihrer Stilllegung in den 1960er Jahren und dem Abbau der Schienen streckenweise zu einem Radweg umgestaltet – so auch die Trasse bei Ried, nachdem ab Mitte der 1980er Jahre bis 1993 noch Museumszüge eines „Vereins zur Erhaltung historischen Eisenbahnmaterials“ verkehrt waren. Der Bahnhof Ried existierte nur als eine Unterstellhütte bei einem Baum. 1965 wurde eine zentrale Wasserversorgung mit einem Tiefbrunnen und einem Hochbehälter von einhundert Kubikmetern in Betrieb genommen. Der Tiefbrunnen wurde 1985 stillgelegt, die Wasserversorgung geschieht seitdem von Dollnstein aus.

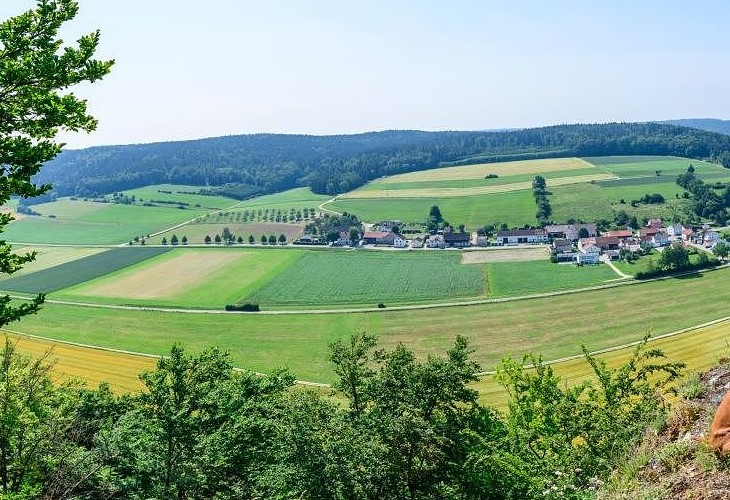

Die Gemeinde Haunsfeld wurde im Zuge der Gebietsreform in Bayern am 31. Dezember 1970 aufgelöst; Haunsfeld kam zum Markt Mörnsheim, Ried dagegen wurde zusammen mit dem dritten Haunsfelder Gemeindeteil Groppenhof mit diesem Datum in den Markt Dollnstein eingemeindet. In den 1970er Jahren wurde die Ortsflur von 153 Hektar Größe flurbereinigt; die Schlussfeststellung erfolgte 1982.
Das noch heute weitgehend bäuerliche Dorf hatte um 1980 vier landwirtschaftliche Vollerwerbes- und zwei Nebenerwerbsbetriebe. In der örtlichen Gaststätte war Bundeskanzler Gerhard Schröder mehrmals zu Gast.

## Einwohnerzahl
- 1830: 70[16]
- 1875: 68[17]
- 1900: 71[18]
- 1937: 65[19]
- 1950: 71[20]
- 1987: 69 (17 Wohngebäude, 21 Wohnungen)[21]

## Ortskapelle
Diese wurde 1728 von der Gemeinde erbaut und 1977 gründlich renoviert. Im Sommer 2019 wurde die Kapelle erneut von einigen Riedern renoviert und von Pfarrer Baumeister eingeweiht.
Das Dorf gehört seit altersher zur Pfarrei St. Peter und Paul in Dollnstein im Bistum Eichstätt.

## Sagen
Um Ried ranken sich mehrere Sagen, so „Der Teufel um Ried“ bzw. „Der betrogene Teufel“ und „Die Sage vom Kellerfelsen“.

## Vereine
- Freiwillige Feuerwehr Ried (kleinste Feuerwehr im Landkreis Eichstätt)